# Illiers-Combray
Illiers-Combray település Franciaországban, Eure-et-Loir megyében. Lakosainak száma 3228 fő (2022. január 1.). Illiers-Combray Vieuvicq és Méréglise községekkel határos.

## Népesség
A település népességének változása:
| Lakosok száma | 2971 | 3333 | 3329 | 3178 | 3396 | 3333 | 3324 | 3266 | 3237 | 3228 |
|               | 1968 | 1982 | 1990 | 2006 | 2013 | 2015 | 2017 | 2019 | 2020 | 2022 |